# Hu Deping

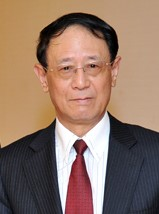
Hu Deping

Hu Deping (chin. 胡德平, Pinyin: Hú Dépíng; * 1942) ist ein chinesischer Politiker. Er war Vizepräsident der All-China Federation of Industry and Commerce und stellvertretender Direktor der Einheitsfrontabteilung vom Zentralkomitee der Kommunistischen Partei Chinas.
1967 graduierte Hu am Historischen Seminar der Peking-Universität, während seines weiterführenden Studiums wurde er zu einem begeisterten Forscher des Buches „Traum der roten Kammer“ von Cao Xueqin.

## Familie
Hu Deping ist der älteste Sohn von Hu Yaobang und seiner Frau Li Zhao. Er ist verheiratet mit An Li, der Tochter von An Ziwen, der damals ebenfalls hochrangiges Parteimitglied war. Zusammen haben sie zwei Kinder; Hu Zhizhi und Hu Xiaoguang. Er hat drei Geschwister: Sein drei Jahre jüngerer Bruder Liu Hu, sein sieben Jahre jüngerer Bruder Hu Dehua und seine Schwester Li Heng.

## Politische Karriere
Als sein Vater noch Generalsekretär der KPCh war, hatte Hu Deping die Position des Generalsekretärs der Einheitsfrontabteilung des Zentralkomitees inne. Mit dem Rücktritt Hu Yaobangs wurde auch der Rücktritt seines Sohnes gefordert, doch Zhao Ziyang lehnte ab. Angeblich mit den Worten, Vater und Sohn müssten unterschiedlich behandelt werden.
Beim siebzehnten Parteikongress der Kommunistischen Partei Chinas im Oktober 2007 erregte Hu Aufsehen mit seiner Aussage, dass Sozialismus und Demokratie einander nicht widersprechen. Er unterstützte sogar ein demokratisches System in China.